# Lycodon aulicus
Lycodon aulicus, conocida como serpiente lobo de la India, es una especie de serpiente del género Lycodon, de la familia de los colúbridos, que es originaria de Asia meridional y del Sudeste Asiático.

## Hallazgo y distribución
La serpiente fue descrita por primera vez por el zoólogo sueco, Carlos Linneo en el año 1758, habita en Pakistán, Sri Lanka, India (Assam, Maharastra, Nepal, Birmania, Tailandia (incluyendo Phuket), Oeste de Malasia, Indonesia, (zona surW Malaysia, Indonesia (zona sur de Timor), Filipinas, Seychelles, Maldivas introducción accidental, Mascareñas, Islas Mauricio, China (desde Fujian hasta Guangdong, zona oeste en Yunnan incluyendo Hong Kong).

## Hábitat y características
Es una especie de serpiente de hábitos nocturnos, se encuentra como máximo a 1.000 metros de altitud y se alimenta de ranas, lagartijas y gecos. 
- Longitud: 2 metros max.
- Color: variable aunque mayoritariamente marrón con bandas blancas.